# Cornelius Johnson
Cornelius Cooper Johnson, detto Corny (Los Angeles, 21 agosto 1913 – San Francisco, 15 febbraio 1946), è stato un altista statunitense, campione olimpico a Berlino 1936.

## Palmarès
| Anno | Manifestazione  | Sede        | Evento        | Risultato | Prestazione | Note            |
| ---- | --------------- | ----------- | ------------- | --------- | ----------- | --------------- |
| 1932 | Giochi olimpici | Los Angeles | Salto in alto | 4º        | 1,97 m      |                 |
| 1936 | Giochi olimpici | Berlino     | Salto in alto | Oro       | 2,03 m      | Record olimpico |